# Theodor von Neuhoff

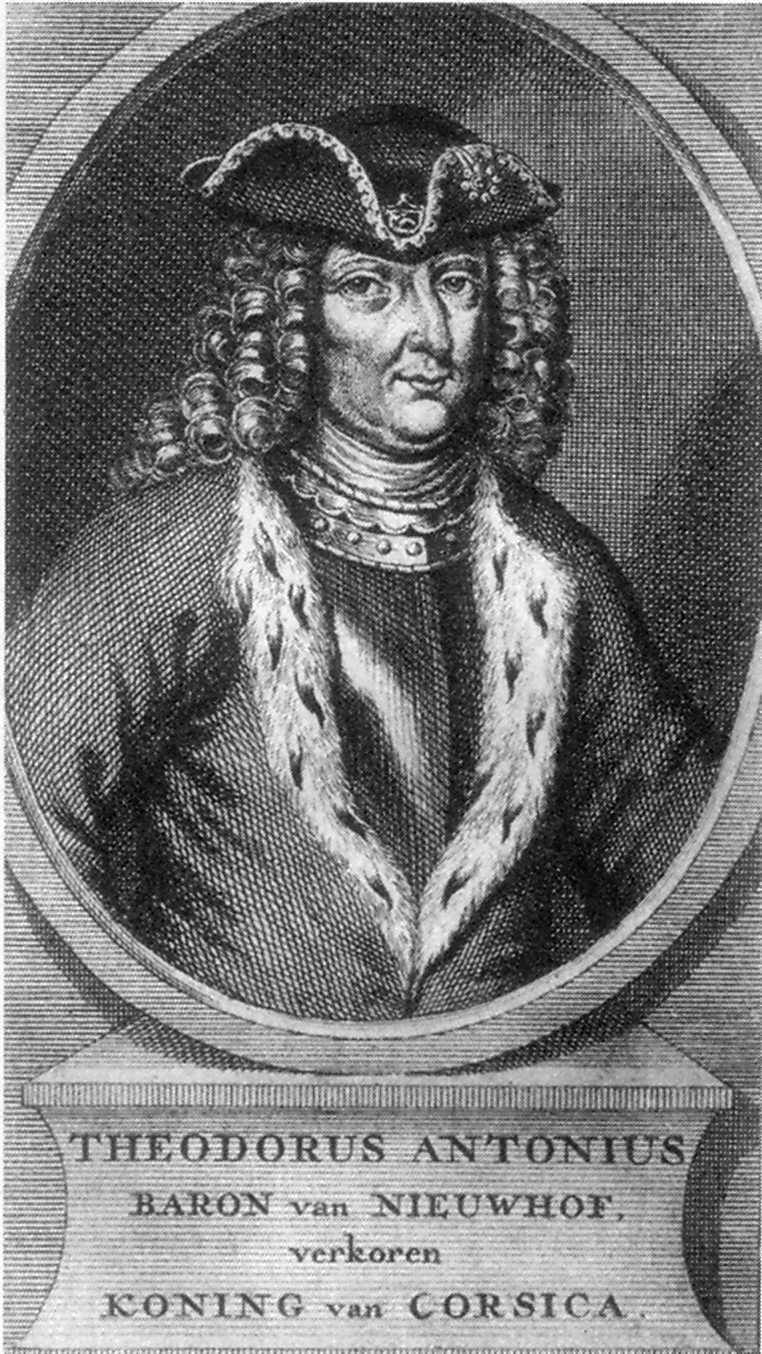
Theodor von Neuhoff

Theodor Stephan von Neuhoff, född 25 augusti 1694, död 11 december 1756, var en tysk baron och äventyrare.
Neuhoff var son till en westfalisk adelsman i fransk tjänst, och var en tid page hos Elisabeth Charlotte av Pfalz, han förde senare en äventyrlig och kringflackande tillvaro och blev 1732 kejsar Karl VI:s sändebud i Florens. Han kom där i kontakt med de korsikanare, som 1729 rest sig mot Genuas vanstyre och lit i april 1736 utropa sig till kung av Korsika. Redan i november måste han dock lämna ön, och försökte senare förgäves ett par gånger återfå sin maktställning men måste slutligen söka en tillflykt i England, där han sattes på gäldstugan 1749 och först året före sin död lössläpptes.